# Moheda IF
Moheda IF är en svensk idrottsförening från Moheda, Småland. Klubben bildades 1908 och är därmed en av de äldsta i Småland. Numera bedrivs endast fotboll, men tidigare fanns även friidrott, orientering, skidsport, gymnastik,  ishockey, bandy och bordtennis också på programmet. Föreningen är 2006 Mohedas största. Hemmamatcherna spelas sedan 1931 på Moheda Idrottsplats, ofta tilltalat som "IP". Där finns utöver klubblokaler och kiosk även fyra gräsplaner. År 1991 invigdes även Moheda IF:s inomhushall av Tommy Svensson, främst ämnad för grusspel under vinter- och vårperioden men används såväl till hundutställningar och boulespel.
Föreningen har ett herrlag, ett damlag samt många ungdomslag. Åren 1979 och 1983 spelade laget i Sveriges tredjedivision i fotboll för herrar. Damsektionen bildades 1973 och har som högst nått Division 2, senast 2013. Den gul-svarta munderingen är inspirerad av IF Elfsborgs färger. En av de bästa publiksiffrorna nåddes 1983 under en derbymatch mot Alvesta GIF då 1442 personer såg matchen.
Laget nådde stora framgångar med Sergej Prigoda som huvudtränare mellan 2005 och 2012 då Moheda IF klev upp till Division 3 där man stannade kvar till och med 2014.

## Försök till bolagisering och dess påföljder
Under riksidrottsmötet 2007 lade Moheda IF in en motion om att skrota 51-procentregeln, vilket skapade debatt på riksnivå. Den drivande kraften bakom förslaget var Björn Sundeby, tidigare Moheda-bo och numera IT-miljonär, ägare av IST och grundare av Glooip. Hans idé var att slussa in pengar, döpa om klubben till FC Glooip och föra den upp till Allsvenskan. I väntan på beslut stod Björn länge som huvudsponsor för Moheda IF, men på grund av saknat intresse från ytterligare aktörer och ett slutligt avslag av bolagiseringen år 2013 valde Björn att istället sponsra Östers IF. Detta medförde ekonomiska konsekvenser för Moheda IF, och Jan Johansson, A-lags-ansvarig, underströk detta under en intervju med SVT då han sade "om vår störste sponsor väljer att kliva av så är det tveksamt om vi kan hänga kvar i division tre".
Samtidigt hade en ny förening växt fram i Moheda; ur korpenlaget Deportivo La Moheda föddes nämligen FC Moheda som år 2012 debuterade i Division 6. Klubben spelade sina hemmamatcher på Torpsbruks IP i grannorten Torpsbruk, men efter enbart tre säsonger valde man att slås ihop med Moheda IF i och med dess förfall. På så sätt fick Moheda IF "börja om" i Division 6 år 2015.

## Senaste års tabellplaceringar
MIF Herr:
2018 - Div 5
2017 - Div 6 Växjö - 3
2016 - Div 6 Lessebo - 2
2015 - Div 6 Tingsryd - 3
2014 - Div 3 Nordöstra Götaland - 11
2013 - Div 3 Sydöstra Götaland - 5
2012 - Div 3 Sydvästra Götaland - 6
2011 - Div 3 Sydöstra Götaland - 3
2010 - Div 3 Sydöstra Götaland - 7
2009 - Div 4 Elit Västra - 2 (Seger i kvalet mot Kalmar Södra IF)
2008 - Div 4 Elit Västra - 8
2007 - Div 4 Elit Västra - 8
2006 - Div 4 Elit Norra - 3 (Misslyckat uppflyttningskval)
2005 - Div 4 Sydvästra - 2
2004 - Div 4 Sydvästra - 2
2003 - Div 4 Sydvästra - 4
2002 - Div 4 Sydvästra - 8
2001 - Div 4 Sydvästra - 4
MIF Dam:
2015 - Div 3 Sydvästra (som Moheda/Lammhult) -
2014 - Div 3 Sydvästra - 4
2013 - Div 2 Södra - 10
2012 - Div 4 Södra - 2
2011 - Div 4 Södra - 2 (Misslyckat uppflyttningskval)
2010 - Div 4 Sydvästra - 3
2009 - Div 4 Södra - 4
2008 - Div 3 Västra - 10
2007 - Div 4 Västra - 1
2006 - Div 3 Södra - 10
2005 - Div 3 Södra - 3
2004 - Div 4 Västra - 1
2003 - Div 4 Västra - 6
2002 - Div 2 Östra Götaland - 7
2001 - Div 2 Östra Götaland - 3
FC Moheda:
2014 - Div 6 Växjö - 6
2013 - Div 6 Växjö - 6
2012 - Div 6 Växjö - 9